# Боливийско-японские отношения
Боливийско-японские отношения — двусторонние дипломатические отношения между Боливией и Японией. Страны поддерживают дружеские отношения, важность которых основана на истории японской миграции в Боливию. Приблизительно 14 000 боливийцев имеют японское происхождение. Государства являются членами Форума сотрудничества Восточной Азии и Латинской Америки.

## История
В 1899 году первые японские мигранты прибыли в Боливию: 91 рабочий прибыл в страну из Перу для работы на каучуковых плантациях в Боливии. В течение следующих нескольких десятилетий несколько тысяч японских мигрантов иммигрировали в Боливию в поисках работы. Большинство из них поселились в департаментах Бени и Санта-Крус. 3 апреля 1914 года Боливия и Япония установили дипломатические отношения.
Во время Второй мировой войны Боливия разорвала дипломатические отношения с Японией. За исключением двадцати девяти японцев депортированных в Соединённые Штаты Америки (США), Вторая мировая война мало повлияла на жизнь представителей японской диаспоры в Боливии, тем более что правительство не приняло антияпонских мер. 20 декабря 1952 года отношения между странами были восстановлены. В 1954 году несколько японских жителей с контролируемой США префектуры Окинавы были переселены в Боливию. Необходимость переселения избыточного населения из разрушенной войной Японии удовлетворила желание правительства Боливии освоить восточные низменности в департаменте Санта-Крус. Японские переселенцы заложили фундамент «Новой Окинавы» недалеко от города Санта-Крус-де-ла-Сьерра.
В 1991 году президент Боливии Хайме Пас Самора стал первым главой боливийского государства, посетившим Японию. В 1999 году японская принцесса Саяко Курода посетила Боливию, чтобы отметить столетие со дня начала японской иммиграции в Боливию. В 2009 году японский принц Масахито посетил Боливию, чтобы отметить 110-ю годовщину иммиграции японцев в Боливию. Принц Масахито также посетил город «Новая Окинава». Японское агентство международного сотрудничества имеет офис в Боливии и курирует несколько проектов развития в стране.

## Визиты на высоком уровне
Из Боливии в Японию:
- президент Хайме Пас Самора (1991 год);
- президент Гонсало Санчес де Лосада (1996 год);
- президент Эво Моралес (2007 и 2010 год).

Из Японии в Боливию:
- принцесса Саяко Курода (1999 год);
- принц Масахито (2009 год).

## Двусторонние соглашения
Между странами подписано несколько двусторонних соглашений, такие как: Соглашение об иммиграции из Японии в Боливию (1956 год); Соглашение о сотрудничестве японских добровольцев в Боливии (1977 год) и Соглашение о техническом сотрудничестве (1978 год).

## Торговля
В 2017 году объём товарооборота между странами составил сумму 913 миллионов долларов США. Экспорт Боливии в Японию: цинк, серебро, железо, семена кунжута, кофе, сахар и киноа. Экспорт Японии в Боливию: автомобили, автомобильные запчасти, машинное оборудование, электрооборудование и мотоциклы. Японская транснациональная компания «Sumitomo Group» представлены в Боливии.

## Дипломатические представительства
- Боливия имеет посольство в Токио[9].
- У Японии имеется посольство в Ла-Пасе и консульство в Санта-Крус-де-ла-Сьерре[10].